# 덕남초등학교
덕남초등학교는 대한민국 경상남도 함양군 서상면 덕유월성로 347 (상남리)에 있었던 초등학교이다.

## 연혁
- 1938년 5월 13일 서상공립심상소학교 상남간이학교 서립인가
- 1943년 7월 30일 서상공립국민학교 상남분교장 승격
- 1949년 8월 1일 덕남국민학교로 승격
- 1964년 4월 30일 자매학교 결연(창원상남국민학교)
- 1986년 3월 7일 병설유치원 개원
- 1996년 3월 1일 덕남초등학교로 개칭
- 1997년 2월 20일 제54회 졸업식(총 1126명)
- 1997년 3월 1일 서상초등학교로 통폐합